# Liste des interprètes du Docteur
 (octobre 2018).
Depuis le début de la série télévisée britannique de science-fiction Doctor Who en 1963, de nombreux acteurs ont joué le personnage principal du Docteur à la télévision et dans diverses licences de la BBC à la télévision, la radio et au cinéma.

## Interprètes principaux de la série télévisée

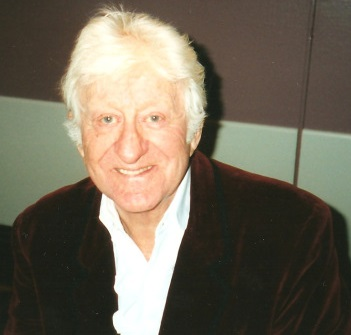
Jon Pertwee (1919-1996)
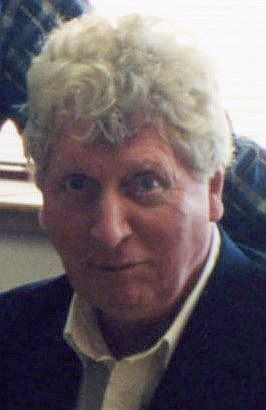
Tom Baker (1934-)
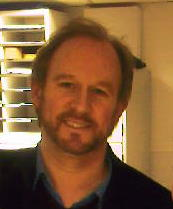
Peter Davison (1951-)
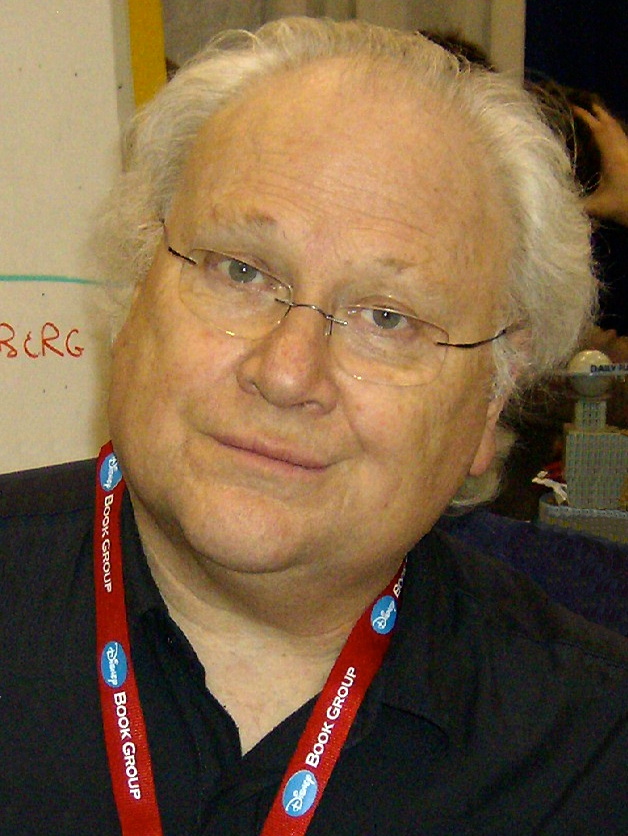
Colin Baker (1943-)
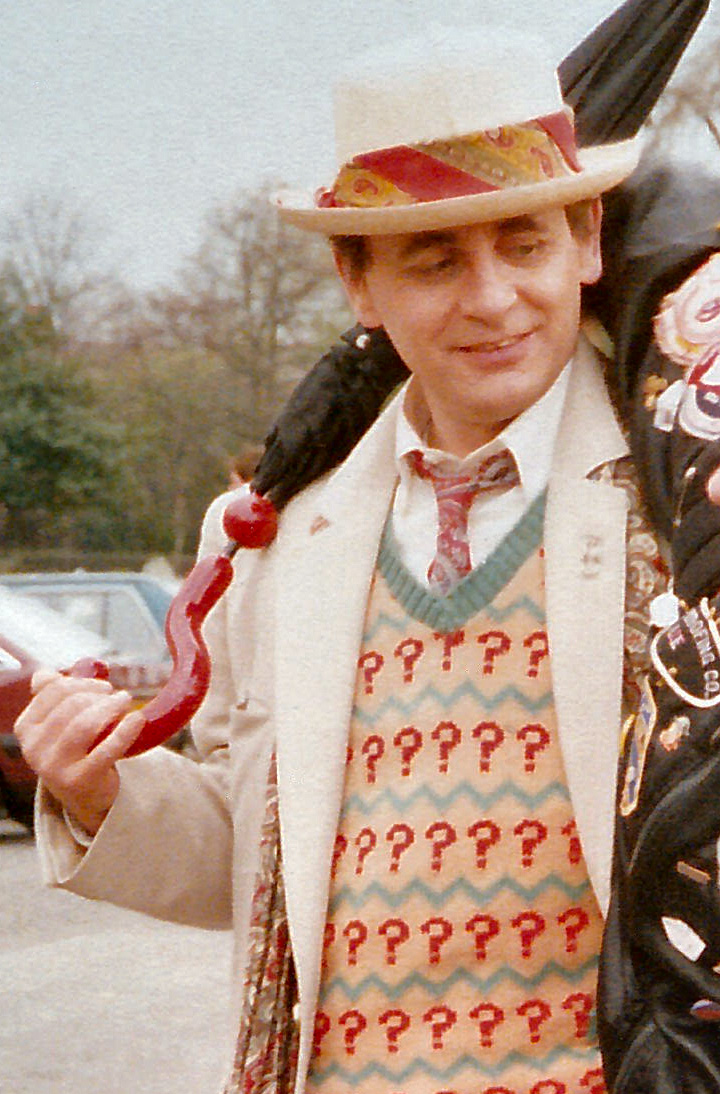
Sylvester McCoy (1943-)
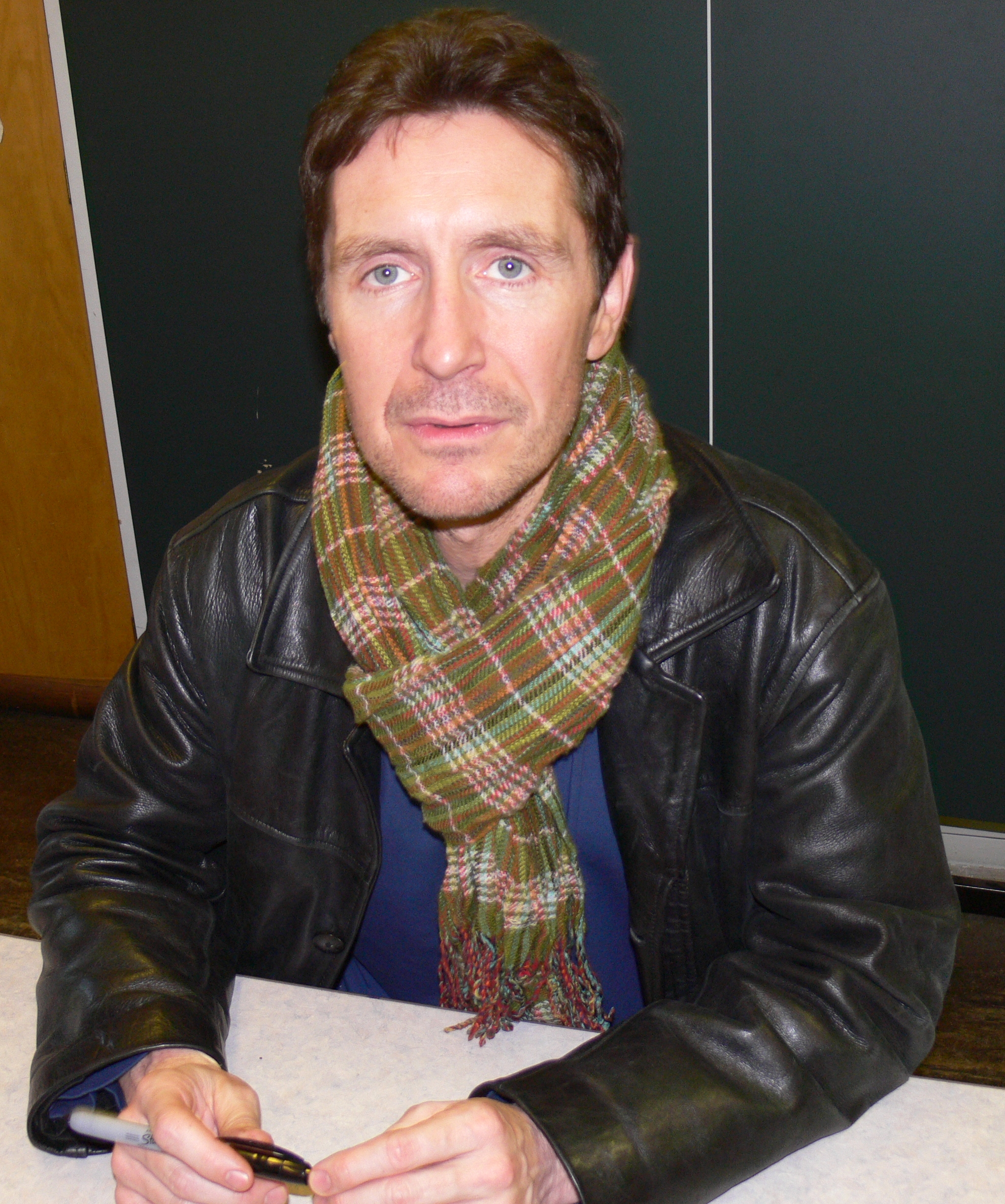
Paul McGann (1959-)
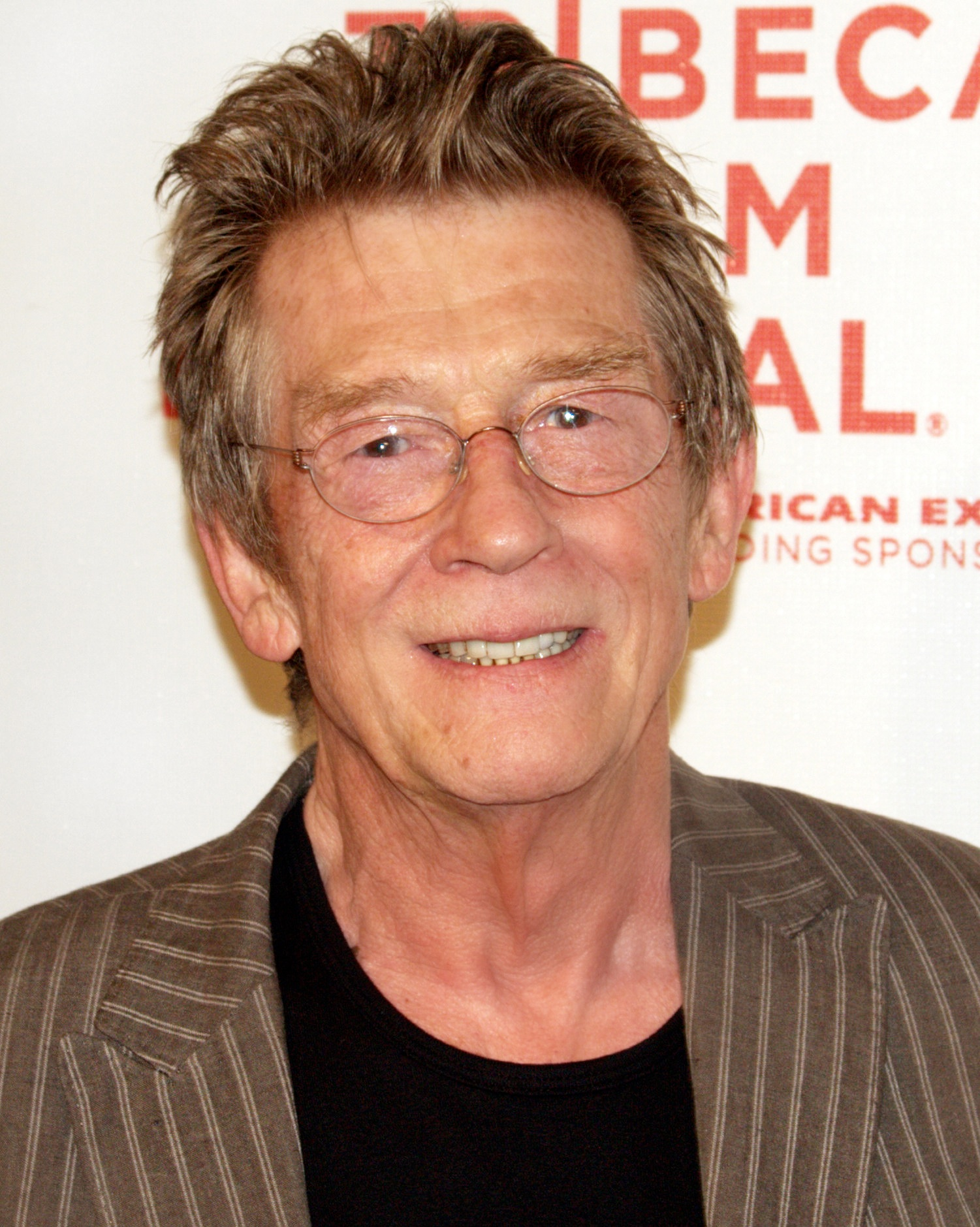
John Hurt (1940-2017)
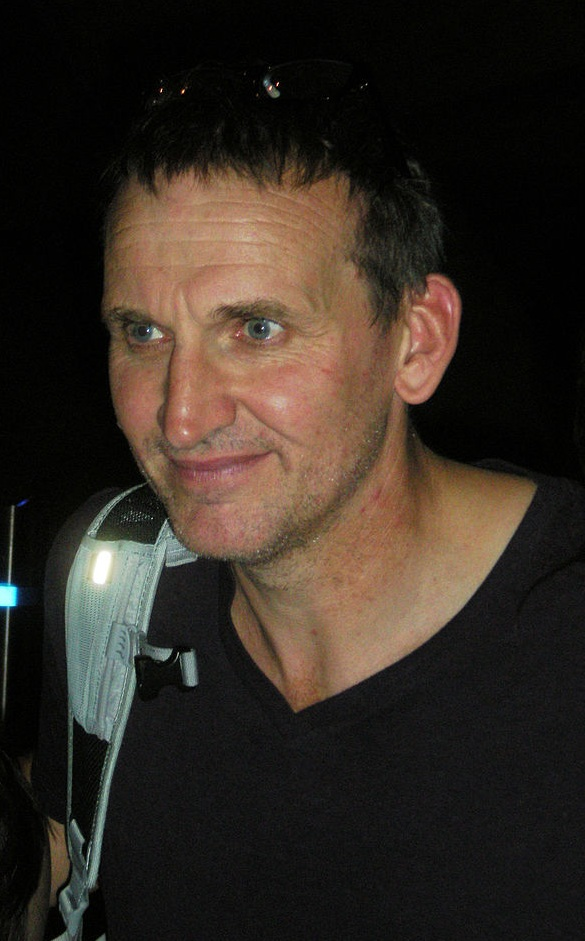
Christopher Eccleston (1964-)
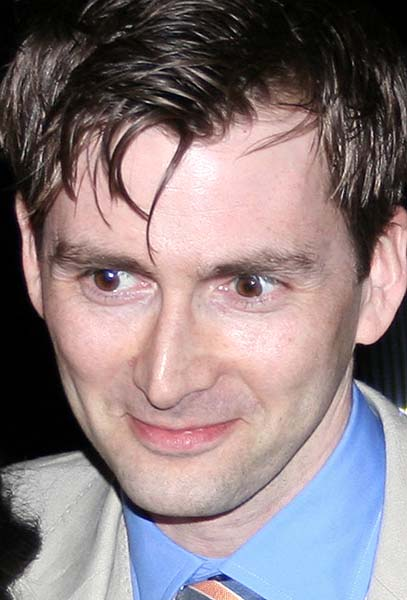
David Tennant (1971-)
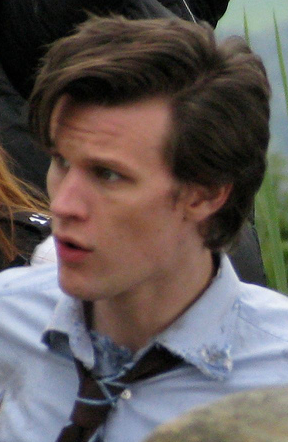
Matt Smith (1982-)
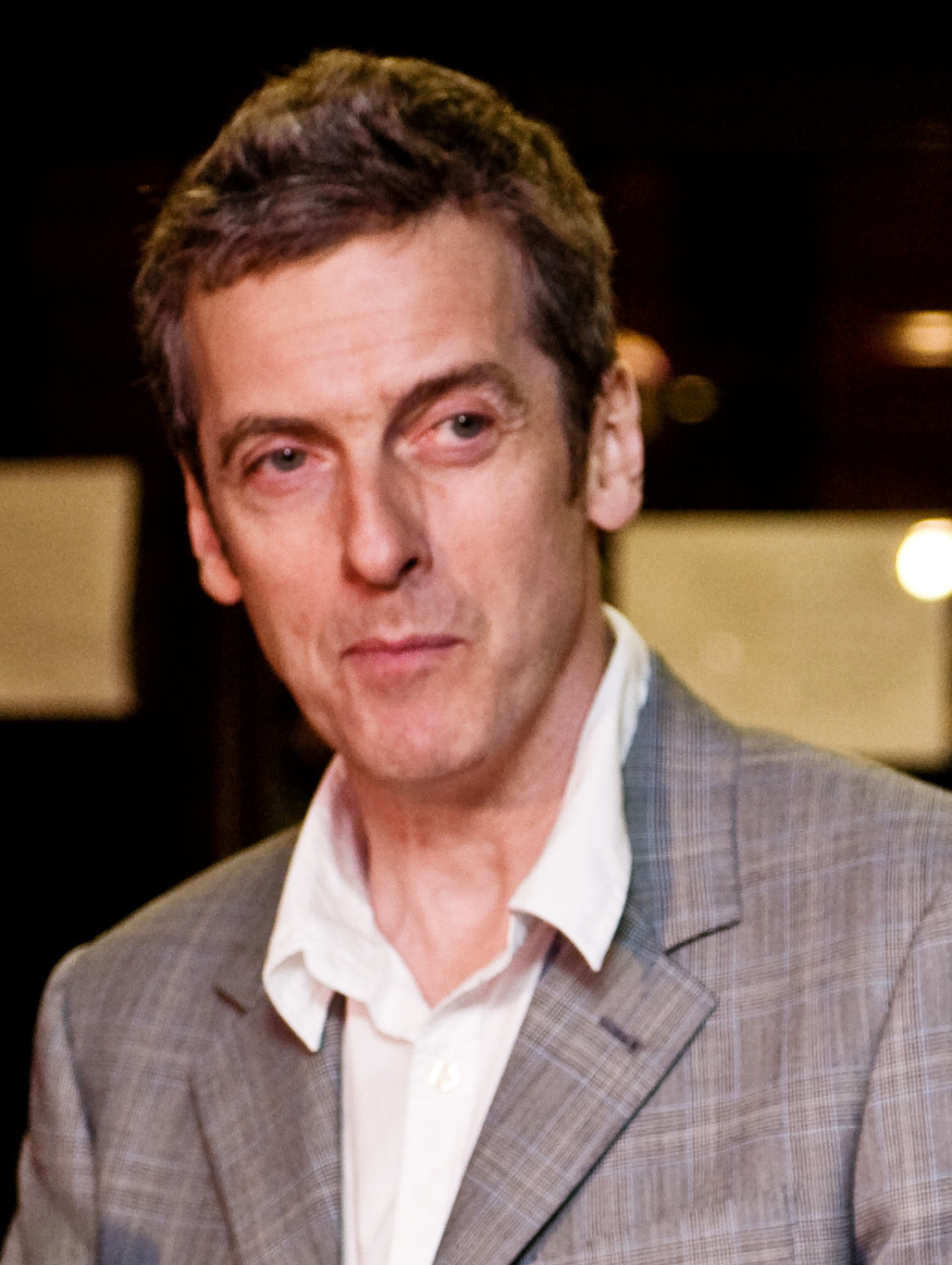
Peter Capaldi (1958-)
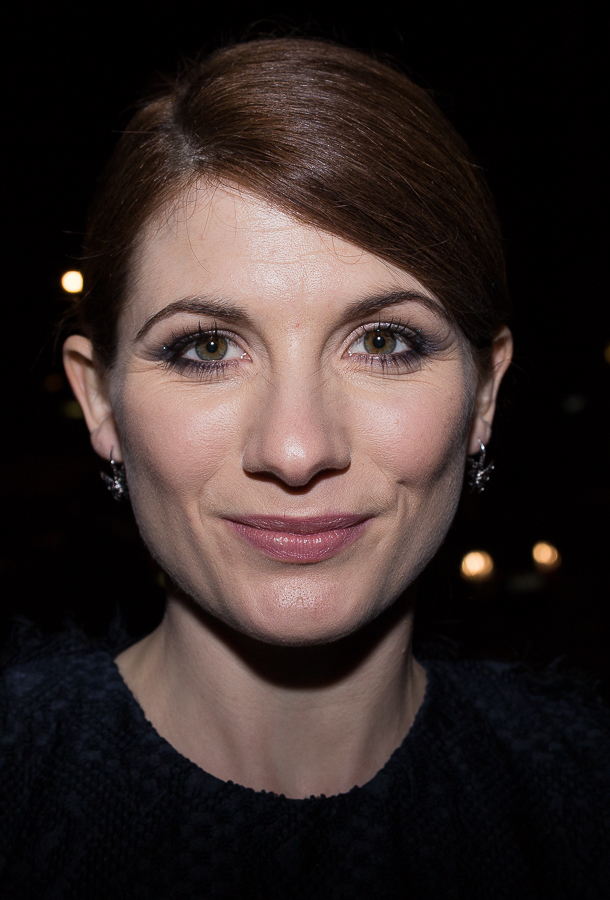
Jodie Whittaker (1982-)
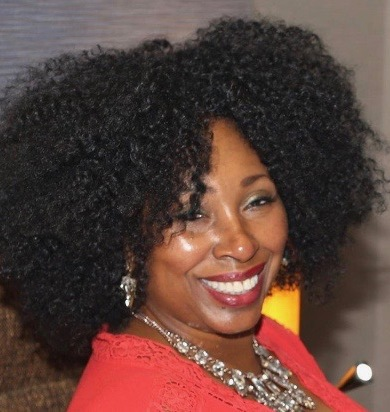
Jo Martin
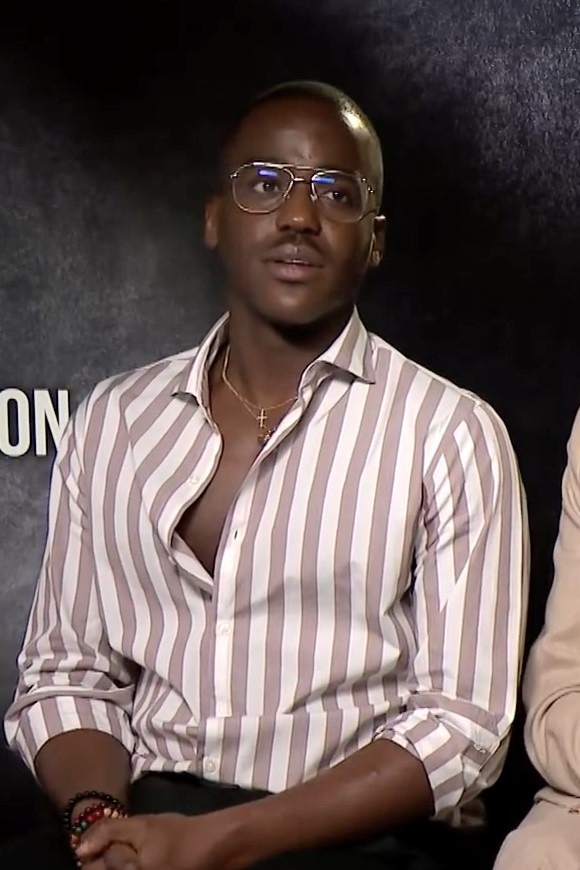
Ncuti Gatwa (1992-)
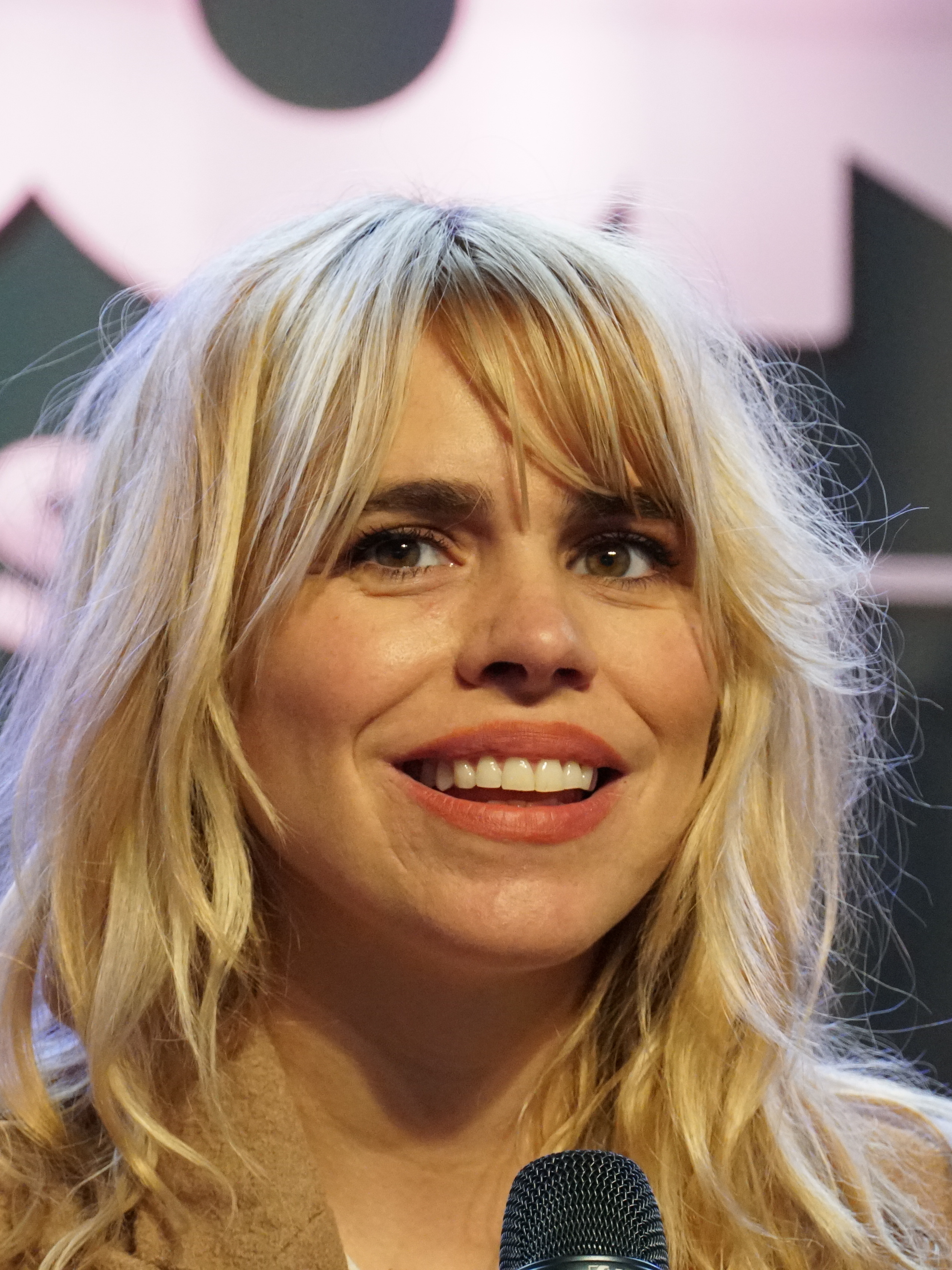
Billie Piper (1982-)

1. William Hartnell (1963 - 1966), 1re série
2. Patrick Troughton (1966 - 1969), 1re série
3. Jon Pertwee (1970 - 1974), 1re série
4. Tom Baker (1974 - 1981), 1re série
5. Peter Davison (1981 - 1984), 1re série
6. Colin Baker (1984 - 1986), 1re série
7. Sylvester McCoy (1987 - 1989 / 1996), 1re série
8. Paul McGann dans le téléfilm en 1996 et dans un minisode en 2013
9. Christopher Eccleston (2005), 2e série
10. David Tennant (2005 - 2010), 2e série
11. Matt Smith (2010 - 2013), 2e série
12. Peter Capaldi (2013 - 2017), 2e série
13. Jodie Whittaker (2017 - 2022), 2e série
14. David Tennant (2022 - 2023), 3e série
15. - Ncuti Gatwa (2023-2025), 3e série
16. Billie Piper (2025-?), 3e série

John Hurt interprète une version guerrière du personnage située entre le 8e et le 9e Docteur dans les épisodes Le Nom du Docteur, Le Jour du Docteur et le mini-épisode The Night of the Doctor, diffusés en 2013.
Jo Martin interprète une incarnation inconnue dans l'épisode Le Contrat des Judoons, diffusé en 2020. Elle reprend ensuite son rôle dans les épisodes Les Enfants intemporels (2020), Il n'était pas une fois (2021), Le Pouvoir du Docteur (2022) et Le Moteur à Histoires (2025).
Richard Hurndall reprend le rôle du Premier Docteur dans l'épisode The Five Doctors (1983) et David Bradley interprète ce même Docteur dans les épisodes Le Docteur tombe (2017), Il était deux fois (2017) et Le Pouvoir du Docteur (2022).
Lors de l'épisode Le Pouvoir du Docteur (2022), le Maître, interprété par Sacha Dhawan, force le Docteur à se régénérer sous ses traits. Sacha Dhawan prête donc ses traits de manière temporaire (la régénération forcé est inversée) au Docteur.
Richard E. Grant interprète une incarnation du Docteur dans l'épisode Rogue (2024). Il apparaît en cameo. Il avait déjà interprété le Docteur dans l'épisode parodique Doctor Who and the Curse of The Fatal Death (1999) et dans le dessin animé Scream of the Shalka (2003).

## Acteurs envisagés pour le rôle du Docteur

### Troisième Docteur (1970)
1. Ron Moody ()[2]

### Quatrième Docteur (1974)
1. Graham Crowden ()[3]
2. Michael Bentine (en) ()[4]
3. Bernard Cribbins ()[5]
4. Fulton Mackay (en) ()[6]
5. Richard Hearne (en) ()[7]
6. Jim Dale ()[8]

### Cinquième Docteur (1982)
1. Richard Griffiths ()[9]
2. Brian Blessed ()[10]

### Septième Docteur (1987)
1. Ken Campbell (en) ()[11]
2. Chris Jury (en) ()[12]
3. Andrew Sachs ()[13]
4. Dawn French ()[14]
5. Joanna Lumley ()[14]
6. Frances de la Tour ()[14]

### Huitième Docteur (1996)
1. Richard Griffiths ()[9]
2. Peter Cook ()[15]
3. Rowan Atkinson ()[9]
4. Liam Cunningham ()[16]
5. Christopher Eccleston ()[17]
6. Mark McGann (en) ()[18]
7. Robert Lindsay ()[19]
8. Michael Palin ()[19]
9. Eric Idle ()[19]
10. Tim McInnerny ()[19]
11. Nathaniel Parker ()[19]
12. Peter Woodward (en) ()[19]
13. Tim Curry ()[19]
14. John Sessions ()[19]
15. Anthony Stewart Head ()[9]
16. Rik Mayall ()
17. Tony Slattery (en) ()[19]
18. Billy Connolly ()[20]
19. Peter Capaldi ()[21]

### Neuvième Docteur (2005)
1. Richard E. Grant ()[9]
2. Hugh Grant ()[9]
3. Judi Dench ()[22]

### Onzième Docteur (2010)
1. Russell Tovey ()[23]

### Douzième Docteur (2013)
1. Ben Daniels ()[24]
2. Helen Mirren ()

## Autres interprètes dans les «para-médias»
- Edmund Warwick
- Peter Cushing – dans deux adaptations cinématographiques de la série télévisée, Dr. Who et les Daleks et Les Daleks envahissent la Terre
- Trevor Martin – dans une pièce de théâtre adaptée de la série, Doctor Who and the Daleks in the Seven Keys to Doomsday
- Adrian Gibbs
- Richard Hurndall – remplace William Hartnell, décédé, dans l'épisode spécial The Five Doctors
- Michael Jayston – Le Valeyard
- David Banks
- Rowan Atkinson – dans le cadre d'une parodie, Doctor Who and the Curse of The Fatal Death
- Richard E. Grant – dans Doctor Who and the Curse of The Fatal Death et dans un dessin animé, Scream of the Shalka
- Jim Broadbent – dans Doctor Who and the Curse of The Fatal Death
- Hugh Grant – dans Doctor Who and the Curse of The Fatal Death
- Joanna Lumley – dans Doctor Who and the Curse of The Fatal Death
- Mark Gatiss
- Geoffrey Bayldon
- David Warner – dans une aventure sur support audio
- David Collings – dans une aventure sur support audio
- Ian Brooker – dans une aventure sur support audio
- Derek Jacobi – dans une aventure sur support audio
- Nicholas Briggs
- Arabella Weir
- Jon Culshaw
- Nick Scovell